# سلطنة عمان في الألعاب البارالمبية
شاركت سلطنة عمان في الألعاب البارالمبية للمرة الأولى عام 1988 (في الألعاب البارالمبية الصيفية) في سيول، كوريا الجنوبية (16 أكتوبر 1988 - 24 أكتوبر 1988) حيث مثلها 9 رياضيون من الذكور ، لم يحصل أي منهم على ميدالية.
فيما بعد ، شاركت سلطنة عمان في جميع النسخ اللاحقة من الالعاب البارالمبية الصيفية ، لكنها لم تشارك قط في الألعاب البارالمبية الشتوية.

## جدول الميداليات[2][3][1]
| الدورة               | ميدالية ذهبية | ميدالية فضية | ميدالية برونزية | المجموع | المركز |
| سيول 1988            | 0             | 0            | 0               | 0       | -      |
| برشلونة / مدريد 1992 | 0             | 0            | 0               | 0       | -      |
| اتلانتا 1996         | 0             | 0            | 0               | 0       | -      |
| سيدني 2000           | 0             | 0            | 0               | 0       | -      |
| أثينا 2004           | 0             | 0            | 0               | 0       | -      |
| بكين 2008            | 0             | 0            | 0               | 0       | -      |
| لندن 2012            | 0             | 0            | 0               | 0       | -      |
| ريو دي جانيرو 2016   | 0             | 0            | 0               | 0       | -      |
| طوكيو 2020           | 0             | 0            | 1               | 1       | 78     |
| باريس 2024           | 0             | 0            | 0               | 0       | -      |

## الحاصلون على ميداليات[4]
| ميدالِية | الاسم         | الدورة     | الرياضة   |
| ------- | ------------- | ---------- | --------- |
| برونزية | محمد المشايخي | طوكيو 2020 | رمي الجُلة |

## وصلات خارجية
• محمد المشايخي يفوز بالميدالية البروزية في دورة طوكيو 2020 للألعاب البارالمبية.